# جين إل. نوبل
جين إل. نوبل (بالإنجليزية: Jeanne L. Noble) هي أستاذة جامعية أمريكية، ولدت في 18 يوليو 1926 في ألباني في الولايات المتحدة، وتوفيت في 17 أكتوبر 2002 في نيويورك في الولايات المتحدة بسبب قصور القلب.